# Personaggi di Tsubasa RESERVoir CHRoNiCLE
Questa voce raggruppa i personaggi del manga Tsubasa RESERVoir CHRoNiCLE, opera delle CLAMP, e dei successivi adattamenti animati, quali il film Tsubasa Chronicle: la Principessa del Regno delle Gabbie per Uccelli e gli OAV Tsubasa TOKYO REVELATIONS e Tsubasa Shunraiki.
La serie è ambienta in un multiverso in cui i protagonisti viaggiano attraverso diversi mondi, incontrando spesso personaggi con lo stesso nome e lo stesso aspetto fisico, ma con una personalità e storia unica. La Principessa Tomoyo del Regno del Giappone, per esempio, condivise la sua anima con Tomoyo Daidoji che vive nel Giappone moderno (la Terra attuale), con Tomoyo della Repubblica di Hanshin, con Tomoyo del Mondo di Piffle e anche con la Principessa Tomoyo del Regno delle gabbie per uccelli.

## Protagonisti

### Shaoran
Shaoran (小狼?) è il protagonista della serie. È innamorato di Sakura e farà di tutto per salvarle la vita. È coraggioso, combattivo, altruista e molto abile nei combattimenti marziali. 

### Sakura
Sakura (サクラ?) è la principessa del Regno di Clow, è innamorata di Shaoran ma non può confessargli i propri sentimenti perché perde i propri ricordi (sotto forma di piume magiche). Shaoran parte con lei visitando vari mondi paralleli per cercare di ritrovare le sue memorie. È la sorella di Touya, re del regno di Clow, mentre suo padre è morto quando lei era piccola.

### Kurogane
Kurogane (黒鋼?), il cui vero nome è Youou (鷹王?, Yōō), è un ninja del Regno del Giappone, abile spadaccino e combattente si unisce di malavoglia al gruppo con lo scopo di poter tornare nel suo mondo (da cui è stato cacciato a causa del suo carattere sanguinario). Dona a Yuko la sua spada Ginryū per poter viaggiare tra le dimensioni, ma promette di tornare a prenderla un giorno.

### Fay D. Flourite
Fay D. Flourite (ファイ・D・フローライト?, Fai D. Furōraito), il cui vero nome è Yuui (ユゥイ?), è un mago del regno di Celes, si unisce al gruppo per poter visitare nuovi mondi ed allontanarsi il più possibile dal suo mondo. Ha creato Chii da una piuma di Sakura ed ha posto la ragazza a protezione di una vasca in cui giace il re Ashura in stato di coma. Su di lui vi sono due maledizioni: la prima lo costringe ad uccidere chiunque abbia un potere superiore al suo. 
La seconda si realizza al suo ritorno nel regno di Celes: il mago, incapace di uccidere il re Ashura, è costretto a chiudere i collegamenti tra il regno di Selece e qualsiasi altro regno. In realtà il suo vero nome è Yui ed ha preso il nome Fay dal fratello gemello, morto quando entrambi erano piccoli. I due gemelli infatti avevano enormi capacità magiche e per questo erano temuti da tutto il regno (compreso il re) e considerati come delle sciagure e maledizioni per il Paese. Per questo motivo furono separati e mentre uno fu posto sulla sommità di una torre, l'altro fu incarcerato nelle segrete del castello. Yui, affaticato dalla fame e dalla prigionia, cercò di salvare il fratello ma questi morì, mentre il re divenuto folle uccise tutta la popolazione.
A questo punto apparve un uomo (Fei Wong Reed) che promise a Yui un modo per salvare il fratello e gli annunciò la venuta di qualcuno che lo avrebbe salvato, il re Ashura. Fei Wong Reed disse a Yui che per riportare in vita il fratello avrebbe dovuto viaggiare per lui con la principessa Sakura e Shaoran alla ricerca delle piume della ragazza.

### Mokona Modoki
Mokona Modoki (モコナ＝モドキ?) è il nome dato a due creature create da Yuko. La versione bianca si chiama Soel (ソエル?, Soeru) e può viaggiare attraverso i mondi e comunicare con la strega. La versione nera, Lard (ラーグ?, Lāgu) ha il potere di comunicare con la prima e che può ricevere da questa qualsiasi dono per la Strega delle Dimensioni.

### Shaoran / Tsubasa
Shaoran (シャオラン?), il cui vero nome è Tsubasa (ツバサ?) è il ragazzo da cui è stato clonato Shaoran. In seguito diventa il protagonista della serie.

### Sakura / Tsubasa
Sakura (サクラ?), il cuo vero nome è Tsubasa (ツバサ?) è la principessa del Regno di Clow, da cui è stata clonata Sakura.

## Mondi

### Regno di Clow
Il Regno di Clow (玖楼国?, Kurō koku) è il luogo in cui inizia la storia. La maggior parte dei personaggio sono ripresi da Card Captor Sakura: 
- Touya (桃矢?, Tōya) è re del Regno di Clow, e fratello di Sakura. Non ha preso in simpatia il giovane Shaoran, e spesso vieta a sua sorella di uscire dal castello per fargli visita. Tuttavia, quando Sakura perde i suoi ricordi, Touya la affida a Shaoran. Conosce il sacerdote Yukito sin dall'infanzia.
- Nadeshiko è la madre di Sakura e Touya, moglie di Clow. Sfortunatamente è morta, come il marito, prima che la storia iniziasse. Appare per la prima volta nei ricordi del vero Shaoran. Era in grado di vedere il futuro attraverso i sogni.
- Yukito è il sacerdote del regno di Clow, e amico di Sakura a Touya. È lui che spedisce Sakura e Shaoran nel negozio delle Strega Yūko. Infatti, è dotato di molti poteri, come quello di prevedere alcuni eventi futuri. Come in Card Captor Sakura, ha un legame speciale con Touya.
- Fujitaka è il padre adottivo di Shaoran, nonché archeologo che giunse al cospetto del re Clow per esaminare le rovine del regno. Morì misteriosamente mentre studiava dei sotterranei.
- Clow Reed è lo stregone unisce la storia e nel mondo di Clow era il padre di Sakura e Touya. Viene rivelato in seguito che si tratta dello stesso Clow Reed di Card Captor Sakura.
- Fei Wong Reed è listerioso antagonista della storia, non è molto presente sia nel manga che nell'anime. È un uomo freddo e spietato che aspira al potere e insegue un obiettivo ancora sconosciuto. Per raggiungere tale obiettivo ha bisogno del potere dei ricordi di Sakura sprigionati dal corpo della ragazza e che Sakura ed il gruppo viaggino tra le dimensioni. È imparentato con Clow Reed e con il vero Shaoran, che ha imprigionato quando era piccolo portando il ragazzo in uno stato di coma.
- Xing Huo è l'assistente di Fei Wong. Non si sa molto su di lei, a parte che è stata una "creazione fallita" in qualche modo. Nel quindicesimo volume del manga, Xing aiuta il vero Shaoran ad andare da Yūko, ma lei afferma che può farlo solamente una volta. Poco dopo è uccisa dallo stesso Fei Wong, che usa una spada molto simile a quella che uccide la madre di Kurogane.
- Kyle Rondart è un medico e lavora per Fei Wong. Incontra per la prima volta Sakura ed il gruppo nel regno di Jade, dove lavora come medico per bambini. Inizialmente si spaccia per un bravo uomo e viene creduto come tale, ma solo più tardi si scopre che ha rapito molti bambini allo scopo di trovare la piuma di Sakura nascosta nel castello. È un uomo falso e opportunista. Viene creduto morto durante il crollo del castello, ma si scoprirà in seguito che è sopravvissuto e che lavora per Fei Wong.

### Regno di Celes
Il Regno di Celes (セレス国?, Seresu koku) è un mondo in cui viene praticata la magia:
- Chii (チィ?, Chī) è l'aiutante di Fay, che l'ha plasmata ed accudita. Quando il Re Ashura fu sigillato, Chii su trasformata da Fay in una specie di scudo, che fu usato come sigillo. È ripreso dal manga Chobits, anche se le sue orecchie, al posto di essere metalliche, assomigliano a quelle di un gatto.
- Ashura è un personaggio molto misterioso. Di lui si sa che un tempo era il Re di Celes, poi sigillato da Fay. Il personaggio è originario di RG Veda.

### Regno del Giappone
Il Regno del Giappone (日本国?, Nihon koku) è uno regno che ricorda molto il Giappone durante il periodo Edo:
- Tomoyo è la principessa del regno del Giappone, conosciuta come Principessa Tsukuyomi del castello Shirasagi. Salva Kurogane dalla pazzia, dopo che i genitori di quest'ultimo sono stati uccisi. Da allora Kurogane giura fedeltà alla ragazza. La principessa inviò il ninja dalla strega Yuko affinché Kurogane diventi meno spavaldo e sanguinario. Corrisponde a Tomoyo Daidoji di Card Captor Sakura. Tomoyo è una potente sacerdotessa miko, responsabile dell'innalzamento delle barriere che proteggono il suo regno dai demoni. Tomoyo può far viaggiare persone attraverso spazio e tempo, e comunicare con gli altri attraverso i sogni. È doppiata in giapponese da Maaya Sakamoto e da Letizia Scifoni in italiano in Tsubasa Chronicle - Il film.
- Kendappa-ō è la sorella maggiore di Tomoyo, conosciuta come Imperatrice Amaterasu. È basata sull'omonimo personaggio di RG Veda.
- Soma è una delle guardie di Tomoyo. È spesso in conflitto con Kurogane, rimproverandolo per la sua maleducazione nei contronti di Tomoyo. Soma è originariamente un personaggio di RG Veda.

### Giappone
Il Giappone designa il mondo in cui è ambientato xxxHOLiC, per cui molti personaggi di xxxHOLiC compaiono anche in Tsubasa:
- Yuko Ichihara, è una strega molto potente ed ha creato, insieme a Clow Reed, Mokona bianca e quella nera. Il suo cuoco nel negozio è Watanuki, mentre Maru e Moro sono le assistenti e proteggono il negozio con la loro magia.
- Watanuki Kimihiro è l'aiutante di Yuko. Compare nei primi volumi sotto gli ordini della strega, quando dona a Shaoran il piccolo Mokona bianco.
- Maru e Moro sono due ragazze che lavorano nel negozio di Yuko, in realtà create dalla strega per ancorare nel tempo e nello spazio il suo negozio. Possono essere viste quando prenderanno la spada di Kurogane e il tatuaggio di Fay come prezzo per viaggiare nelle varie dimensioni agli inizi della storia.

### Repubblica di Hanshin
Repubblica di Hanshin (阪神共和国 ?, Hanshin kyōwakoku) è un regno che somiglia molto al Giappone, sia dal punto di vista linguistico, sia geografico. Il nome è infatti formato dal secondo ideogramma di Ōsaka (大阪?) e dal primo di Kōbe (神戸?). In questo mondo ogni persona ha un kudan, cioè uno spirito guida che è capace di materializzarsi ed aiutare il possessore. Nel corso della storia, i tre ragazzi del gruppo verranno affiancati da tre kudan. I personaggi che compaiono sono:
- Sorata e Arashi Arisugawa, i gestori della pensione nella Repubblica di Hanshin, la stessa pensione che appare anche in Chobits e Kobato.. In questo mondo Sorata e Arashi, originari di X, sono sposati: Sorata lavora come insegnante di storia, mentre Arashi era un miko, e attualmente si occupa della pensione. Viene affermato da loro che sono in debito con Yuko, ma non si conosce il motivo.
- Masayoshi Saito è un giovane ragazzo che fa subito amicizia con Shaoran e il suo gruppo, e cerca di aiutarli nella ricerca della piuma di Sakura. È un ragazzo molto gentile e premuroso, ed il suo kudan ha la forma di un ragazzo e non è molto potente. Alla fine della ricerca, si scopre che il suo kudan aveva inglobato la piuma di Sakura, ed era cresciuto a dismisura seminando il caos. Il suo personaggio è basato sull'omonimo di CLAMP Detective, mentre il suo kudan su San Yung di Magic Knight Rayearth 2.
- Touya e Yukito appaiono come impiegati in un ristorante della città, in cui in gruppo viene accompagnato da Masayoshi. Alla vista dei due, Shaoran si agita molto e chiama Touya con l'appellativo di re, in quanto, nel regno di Clow, Touya è il re.
- Shogo Asagi è il capo di una banda della città, che utilizza i kudan per aiutare gli abitanti, ma la maggior parte delle volte finisce per scontrarsi con le altre bande delle città, procurando solamente danno agli edifici. È un personaggio originario di X: il film.
- Primera è una dispettosa cantante idol con moltissimi fan per tutto il paese. Dopo aver rapito Masayoshi (che aveva scambiato per Shaoran) e Mokona, finisce per scontrarsi con Fay. Il suo potere è quello di solidificare tutte le parole che dice attraverso il suo microfono kudan. Anche lei è originaria di Magic Knight Rayearth 2.
- I kudan di Shaoran, Kurogane e Fai sono basati su Rayearth, Ceres, e Windam di Magic Knight Rayearth.
- Le versioni alternative di Miyuki di Miyuki nel paese delle meraviglie e di Tomoyo fanno un cameo.

### Regno di Koryo
Il Regno di Koryo (高麗国?, Goryeo koku) è un mondo medievale. Compaiono:
- Chun'yan (Chun Hyang in La leggenda di Chun Hyang)
- Madre di Chun'yan (La leggenda di Chun Hyang)
- The Kiishimu (Debonair nell'anime Magic Knight Rayearth)
- The Amen'osa (Nokoru Imonoyama, Suou Takamura, Akira Ijuin di CLAMP Detective)
- Miyuki (Miyuki nel paese delle meraviglie)
- Sorata Arisugawa (X)
- Arashi Arisugawa (Arashi Kishu di X)
- Ragazza sulla rivista (Ringo Seto in Angelic Layer)

### Regno di Jade
Regno di Jade (ジェイド国?, Jeido koku).
- Glossam, abitante della città di Spirit, di cui Shaoran sospetta all'inizio di aver rapito i bambini del posto. In un secondo momento aiuta Shaoran nelle ricerche, e gli consegna il libro con la versione originale sulla leggenda della Principessa dai Capelli Dorati.
- Emeraude, principessa del regno di Jade, che un giorno trovò una delle piume di Sakura. La leggenda narra che dopo aver trovato la piuma, i suoi genitori morirono e il regno cadde in rovina. Si scoprirà più avanti che Emeraude sfruttò il potere della piuma per curare i bambini del regno, quando invece si pensava fosse lei a rapirli e portarli nel suo castello. Sakura è la sola che riesce a vedere il suo fantasma. È un personaggio ripreso da Magic Knight Rayearth.
- Miyuki (Miyuki nel paese delle meraviglie)

### Regno di Piffle
Regno di Piffle (ピッフル国?, Piffuru koku) è un mondo molto tecnologico in cui compaio diversi riferimenti a Chobits e Angelic Layer. In esso sono presenti:
- Tomoyo è la Presidente di una corporazione che sponsorizza una gara con una piuma di Sakura come premio. Questa versione di Tomoyo è molto simile a quella di Card Captor Sakura, sia come personalità, sia come l'abitudine di utilizzare una videocamera per riprendere tutto quello che le sta intorno.
- Tomoyo Daidoji (Card Captor Sakura)
- Guardie del corpo di Tomoyo (Card Captor Sakura)
- Shoko Asami, una delle guardie del corpo (Angelic Layer)
- Ryū-ō (RG Veda)
- Yuzuriha Nekoi (X)
- Nokoru Imonoyama (CLAMP Detective)
- Suou Takamura (CLAMP Detective)
- Akira Ijyuin (CLAMP Detective)
- Shogo Asagi (X: il film)
- Masayoshi Saito (CLAMP Detective)
- Sorata Arisugawa (X)
- Arashi Kishu, come fotografia (X)
- Chun'yan (La leggenda di Chun Hyang)
- Eri Chusounji (Polizia scolastica Duklyon)
- Kentaro Higashikunimaru (Polizia scolastica Duklyon)
- Takeshi Shukaido (Polizia scolastica Duklyon)
- Karura-ō (RG Veda)
- Karen Kasumi (X)
- Oluha (Clover)
- Miyuki (Miyuki nel paese delle meraviglie)
- Ohjiro Mihara (Angelic Layer)
- L'annunciatore (Angelic Layer)
- Tamayo Kizaki (Angelic Layer)
- Tatra, una delle guardie del corpo (Magic Knight Rayearth)
- Takashi Yamazaki (Card Captor Sakura)
- Shūko Suzuhara (Angelic Layer)
- Ringo Seto, come guardia del corpo (Angelic Layer)
- Chitose Hibiya (Chobits)
- Ichiro "Icchan" Mihara (Angelic Layer)
- Tokiko Magami (X)
- Il dottore che fece Nataku (X)
- Primera (Magic Knight Rayearth)

### Regno delle gabbie per uccelli
Il Regno delle gabbie per uccelli (鳥カゴの国?, Torikago no kuni) appare solamente in Tsubasa Chronicle - Il film.
- Tomoyo è la principessa del regno delle gabbie per uccelli, costretta a scappare dal palazzo reale a causa di suo zio, il re, che intende catturarla per sigillare il regno all'interno di un'enorme voliera. La principessa si era così rifugiata in un villaggio del regno, ma avendo perso il suo volatile, Raifan, non è più in grado di parlare. Quando i protagonisti incontrato un ragazzino di nome Koruri, vengono accompagnati al cospetto della principessa, che riesce a parlare nelle menti altrui attraverso il contatto fisico. La principessa fa subito amicizia con Sakura, e le regala il suo anello, che ritornerà utile in seguito. Dopo essere stata rapita dal re, verrà salvata solo alla fine del lungometraggio. Alla fine del film dona a Yuko il suo campanellino usato per chiamare Raifan, e Yuko diede a Shaoran un chiave per liberare il regno dell'enorme gabbia in cui era sigillato.
- Il Re del regno è lo zio della principessa, che sembra aver un giorno ottenuto uno strano potere ed essere diventato malvagio. Sotto questa influenza scaccio il volatile della principessa, e iniziò a darle la caccia. Dopo lo scontro finale con Shaoran, viene rivelato che non era altro che una piuma di Sakura, che presa da un volatile, lo aveva trasformato in una persona. Anche lui, come la nipote e tutti gli abitanti del piccolo mondo, possiede un volatile che gli sta vicino.
- Kurori è il ragazzino che incontra i protagonisti all'inizio della storia, e li conduce dalla principessa. Il suo uccellino di chiama Kokoruri. Il suo compito è quello di aiutare la principessa e in seguito aiutare Shaoran e gli altri ad infiltrarsi nel castello de re, per riuscire a fermarlo.
- Raifan è il volatile della principessa è Raifan, che all'inizio della storia è stato sigillato dal re. Viene in seguito evocato da Kurori, ed aiuterà Shaoran a combattere contro il re. Alla fine del film, Tomoyo dona a Yuko il suo campanelli, perdendo così il legalme con Raifan.
- Kokoruri è l'uccellino di Kurori, che ha un ruolo marginale del film. Viene visto inizialmente giocherellare con Sakura, motivo che spinge Kokuri a fidarsi dei ragazzi. Alla fine del film Kurori lo libera, e l'uccellino volerà via.
- Dodo è il volatile del re è Dodo, un uccello scuro e grosso. Alla fine del film viene trasformato in un uccello gigante, che comandato dal re, cerca di uccidere Shaoran.

### Regno di Ōto
- Persocom di Minoru (Chobits)
- Blanche (Angelic Layer)
- Yuzuriha Nekoi (X)
- Inuki (X)
- Kusanagi Shiyuu (X)
- Ryū-ō (RG Veda)
- Sōma (RG Veda)
- Eri (Eli Chusōnji in Polizia scolastica Duklyon)
- Kentarō (Kentarō Higashikunimaru in Polizia scolastica Duklyon)
- Takeshi (Takeshi Shukaido in Polizia scolastica Duklyon)
- Caldina (Magic Knight Rayearth)
- Fusione di Rayearth, Selece, e Windam (Magic Knight Rayearth)
- Oluha (Clover)
- Misaki Suzuhara (Angelic Layer)
- Ōjiro Mihara (Angelic Layer)
- Tamayo Kizaki (Angelic Layer)
- Karura-ō (RG Veda)
- Garuda (RG Veda)
- Qiang Ang (Chan Ang in Magic Knight Rayearth)
- Sang Yung (San Yun in Magic Knight Rayearth)
- Utako Ohkawa (Il ladro dalle mille facce)
- Makoto Ohkawa (Il ladro dalle mille facce)
- Hinata Asahi (Mi piaci perché mi piaci)
- Shirō Asō (Mi piaci perché mi piaci)
- Vayu (RG Veda)
- Varna (RG Veda)
- Cittadini attaccati (Genitori di Umi Ryuzaki in Magic Knight Rayearth)
- Sumomo (Chobits)
- Kotoko (Chobits)
- Miyuki (Miyuki nel paese delle meraviglie)
- Seishirō Sakurazuka (Tokyo Babylon, X)

### Infinity
- Eagle Vision (Magic Knight Rayearth)
- Lantis (Magic Knight Rayearth)
- Geo Metro (Magic Knight Rayearth)
- "Humpty Dumpty" (Miyuki nel paese delle meraviglie)
- Rabbit Referee (Clover)
- Imperatore della TV Land (Miyuki nel paese delle meraviglie)
- Koumoku-ten (RG Veda)
- Hikaru (Angelic Layer)
- Freya (Chobits)

### Regno di Edonis
- Chitose (Chitose Hibiya in Chobits)
- Hatoko Kobayashi (Angelic Layer)
- Miyuki (Miyuki nel paese delle meraviglie)
- Shuuko Suzuhara, come impiegata di Fairy Park (Angelic Layer)
- Shouko Asami, come impiegata (Angelic Layer)
- Madoka Fujisaki, come impiegata (Angelic Layer)
- Kaede Saito, come impiegata (Angelic Layer)
- la Receptionist del training center, come impiegata (Angelic Layer)
- Arisu Fujisaki (Angelic Layer)

### Mondo di mare[1]
- Fujitaka (Card Captor Sakura)

### Paese del Re[1]
- Touya (Touya Kinomoto di Card Captor Sakura)
- Yukito (Yukito Tsukishiro di Card Captor Sakura)
- Chii, come umano artificiale (Chobits)
- Sumomo, come spirito magico (Chobits)
- Kotoko, come spirito magico (Chobits)
- Chitose (Chitose Hibiya in Chobits)

### Regno di Shara
- Karen Kasumi (X)
- Yasha-ō (RG Veda)
- Gigei (RG Veda)
- Ashura (RG Veda)
- Miyuki (Miyuki nel paese delle meraviglie)

#### Shura Country (nel passato di Shara)
- Ashura-ō (RG Veda)
- Yasha-ō (RG Veda)
- Kumara-ten (RG Veda)

### Mondo di Mokona[1]
- Karen Kasumi (X)

### Mondo del treno delle strada[1]
- Yuzuriha Nekoi (X)
- Primera (Magic Knight Rayearth)
- Shōgo Asagi (X: il film)
- Chitose (Chitose Hibiya in Chobits)

### Regno di Rekord
- Miyuki (Miyuki nel paese delle meraviglie)
- Yuzuriha Nekoi (X)
- Kaede Saito, come un bibliotecario (Angelic Layer)
- Sai Jonochi, bibliotecario (Angelic Layer)

### Mondo di Kerochan[1]
- Kero-chan (Card Captor Sakura)

### Regno del negozio di Oluha[1]
- Oluha (Clover)
- Touya (Touya Kinomoto di Card Captor Sakura)
- Yukito (Yukito Tsukishiro di Card Captor Sakura)
- Eri Chusounji (Polizia scolastica Duklyon)
- Kentaro Higashikunimaru (Polizia scolastica Duklyon)
- Takeshi Shukaido (Polizia scolastica Duklyon)

### Paese di Tao
- Touya (Touya Kinomoto di Card Captor Sakura)
- Yukito (Yukito Tsukishiro di Card Captor Sakura)

### Tokyo
- Kamui Shiro (X)
- Fuuma Mono (X)
- Nataku (X)
- Kazuki Tojyo (X)
- Kakyou Kuzuki (X)
- Yuuto Kigai (X)
- Satsuki Yatoji (X)
- Kusanagi Shiyu (X)
- Sorata Arisugawa (X)
- Arashi Kishu (X)
- Seichiro Aoki (X)
- Karen Kasumi (X)
- Yuzuriha Nekoi (X)
- Daisuke Saiki (X)
- Subaru Sumeragi (Tokyo Babylon, X)
- Miyuki (Miyuki nel paese delle meraviglie)

## Personaggi di origine sconosciuta
- Seishiro è un viaggiatore misterioso proveniente dal passato di Shaoran, che ha viaggiato da mondo in mondo per potenziare le sue abilità. Sta cercando i gemelli vampiro, e come suo fratello minore, è un cercatore di tesori, e non un cacciatore di vampiri, come originariamente creduto. È un personaggio di Tokyo Babylon e X, conosciuto come Seishiro Sakurazuka.. Le sue abilità includono evocare Oni che combattono per lui, poteri dati in parte dalla piuma di Sakura da lui posseduta, che Shaoran non riesce a recuperare durante il loro incontro nella terra di Ōto. Come esperto combattente, Seishiro insegna a Shaoran la sua tecniche di attacco con le gambe. Al costo di uno dei suoi occhi può passare da un mondo all'altro fermandosi in una dimensione dove ognuno è coinvolto in una specie di gioco virtuale. Convinto che il tutto venga manovrato da Subaru, si diverte ad affrontare in successione i vari protagonisti della serie, prima Fay D. Florite e lo stesso Shaoran, uccidendoli.[2] Appena saputo della morte dei suoi compagni Kurogane dimentica il sigillo a lui imposto, se uccide la sua abilità diminuirà, decidendo di affrontare il suo avversario a piena forza. Gli scontri precedenti si erano svolti nel mondo virtuale cosicché nessuno era morto davvero, ma questa volta si combatteva nel mondo reale, la loro vita poteva realmente finire. Mokona e Shaoran intervengono fermando lo scontro e il protagonista decide di continuarlo con la sua spada di fuoco, ma Seishiro una volta compreso che in quel mondo manchi il suo avversario di sempre decide di salutare fuggendo con una delle piume che Shaoran deve recuperare ad ogni costo: infatti in esse è racchiusa la memoria di Sakura ora dispersa. Seishiro è andato in un'altra dimensione senza neanche essere stato sfiorato dai tre nemici.[3]
- Fuuma è il fratello minore di Seishirō, che si occupa di cercare tesori. Sembra essere amico di Yuuko. È il secondo protagonista di X.
- Subaru è uno dei gemelli vampiro che Seishiro sta cercando e sembrerebbe l'unico a cui il cacciatore è davvero interessato. Nel mondo di Tokyo, Subaru si addormenta e non si sveglia finché Shaoran e i suoi amici arrivano. È il protagonista di Tokyo Babylon e anche un personaggio importante in X.
- Kamui è il secondo dei gemelli vampiro. La sua vera identità è rivelata quando attacca il clone di Shaoran per usare il suo sangue e risvegliare Subaru. Kamui è il protagonista di X.